# Mysia
Mysia (ang. Maisy, 1999-2006) – amerykańsko-brytyjski serial animowany emitowany w paśmie Wieczorynki. Serial opowiada o Mysi i jej przygodach. Narratorem w polskiej wersji serialu zrealizowanej przez TVP1 był Krzysztof Kołbasiuk. 

## Bohaterowie
- Karolek (ang. Charley) – krokodyl
- Cyryl (ang. Cyril) – wiewiórka
- Edzio (ang. Eddie) – słoń
- Klarcia (ang. Tallulah) – kura

## Spis odcinków
- 1 Farm / Picnic / Pool / Camping
- 2 Rabbit / Boat / Hide and Seek / Playground
- 3 Spots / Bird / Washing / Sandcastle
- 4 Bat / Ball / Gingerbread / Meow
- 5 Train / Bike / Party/ Bedtime
- 6 Bus / Swing / Dog / Birthday
- 7 Rain / Nest / Plane / Parade
- 8 Fair / Treasure / Sheep / Clouds
- 9 Fleas / Boo / Sticks / Mess
- 10 Harvest /Shed / Playhouse / Circus
- 11 Dancing / Ouch! / Eggs / Bath
- 12 Balloons / Lemonade / Tummy Ache / Guitar
- 13 Knock Knock / Panda / Follow the Leader / Beach
- 14 Umbrella / Rollerskates / Feather / Cleaning
- 15 Library / Squeak / Puppets / Hose
- 16 Fish / Hiccups / Ice / Puzzle
- 17 Snow / Cards / Christmas Tree / Christmas
- 18 Breakfast / Doctor / Duckling / Swimming
- 19 Oops / Hide and Squeeze / Dolphin
- 20 Footprints / Sky / Wheel / Go
- 21 Mountain / Bubbles / Kangaroo / Sleepover
- 22 Hello / Chocolate Cake / Toot Toot / Piggy Back
- 23 Penguins/ Sneezes / Hop / Tennis
- 24 Ferry / Snail / Bounce / Batteries
- 25 Shopping / Bugs / Hats / Telescope
- 26 Rowing / Wheelbarrow / Flashlight / Band